# Neolophonotus megaphallus
Neolophonotus megaphallus là một loài ruồi trong họ Asilidae. Neolophonotus megaphallus được Londt miêu tả năm 1987. Loài này phân bố ở vùng nhiệt đới châu Phi.